# Брусвеэн, Хокон
Хокон Брусвеэн (норв. Håkon Brusveen; 15 июля 1927, Лиллехаммер — 21 апреля 2021, там же) — норвежский лыжник, чемпион Олимпийских игр в Скво-Вэлли.
На Олимпиаде-1956 в Кортина-д’Ампеццо был 5-м в гонке на 15 км и 4-м в эстафете.
На Олимпиаде-1960 в Скво-Вэлли завоевал золото в гонке на 15 км, на 3 секунды опередив великого шведского лыжника Сикстена Йернберга, и серебро в эстафете, в которой бежал последний этап, и уступил на финише менее секунды финну Вейкко Хакулинену, при этом почти три минуты выиграв у ставших третьими советских лыжников.
Лучший результат Брусвеэна на чемпионатах мира, 4-е места в эстафетах чемпионатах 1954 и 1958 годов, а в личных гонках, 5-е место в гонке на 15 км на чемпионате 1958 года.
После завершения спортивной карьеры работал журналистом в телерадиокомпании NRK, специализируясь на ведении радиорепортажей с лыжных соревнований.